# Антоніу Андре
 Антоніу Андре (порт. António André; нар. 24 грудня 1957, Віла-ду-Конде) — португальський футболіст, що грав на позиції півзахисника.
Насамперед відомий виступами за клуб «Порту», у складі якого став володарем низки національних і європейських трофеїв, включаючи Кубок чемпіонів УЄФА, а також за національну збірну Португалії, з якою брав участь у чемпіонаті світу 1986.
Батько футболіста Андре Андре, також гравця «Порту» і збірної Португалії.

## Клубна кар'єра
У дорослому футболі дебютував 1976 року виступами за команду клубу «Ріу-Аве», в якій провів один сезон.
Згодом з 1977 по 1984 рік грав у складі команд клубів «Рібейран» та «Варзім».
1984 року перейшов до «Порту», за який відіграв наступні 11 сезонів. Був одним з ключових гравців команди, яка у той період домінувала в португальському футболі та успішно змагалася на міжнародній арені. У складі «Порту» сім разів виборював титул чемпіона Португалії, а 1987 року ставав володарем Кубка чемпіонів УЄФА, Суперкубка УЄФА і Міжконтинентального кубка. А наступному сезоні 1987/88 зробив свій внесок у здобуття командою «золотого дубля», досягнення яке не підкорювалося «Порту» упродовж 32-х попередніх років. Завершив професійну кар'єру футболіста виступами за команду «Порту» у 1995 році.

## Виступи за збірну
1985 року дебютував в офіційних матчах у складі національної збірної Португалії. Протягом кар'єри у національній команді, яка тривала 8 років, провів у формі головної команди країни 19 матчів, забивши 1 гол.
У складі збірної був учасником чемпіонату світу 1986 року у Мексиці. На «мундіалі» виходив на поле у двох іграх групового етапу — проти англійців (перемога 1:0) та поляків (поразка з таким же рахунком).

## Титули і досягнення
- Чемпіон Португалії (7):

«Порту»: 1984–1985, 1985–1986, 1987–1988, 1989–1990, 1991–1992, 1992–1993, 1994–1995
- Володар Кубка Португалії (3):

«Порту»: 1987–1988, 1990–1991, 1993–1994
- Володар Суперкубка Португалії з футболу (6):

«Порту»: 1984, 1986, 1990, 1991, 1993, 1994
- Володар Кубка чемпіонів УЄФА (1):

«Порту»: 1986–1987
- Володар Суперкубка УЄФА (1):

«Порту»: 1987
- Володар Міжконтинентального кубка (1):

«Порту»: 1987